# チャチャタウン小倉

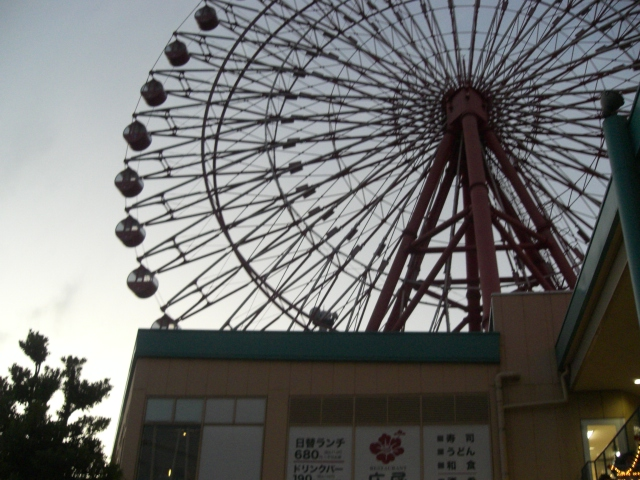
チャチャタウン内で営業している観覧車

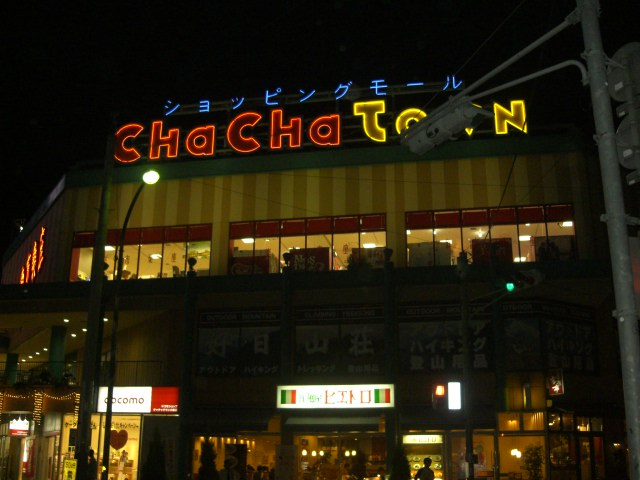
夜景

チャチャタウン小倉（チャチャタウンこくら、CHaCHa TOWN KOKURA）は、福岡県北九州市小倉北区砂津にある西日本鉄道（西鉄）経営の複合商業施設。通称「チャチャタウン」、「チャチャ」。

## 概要
西鉄北九州線砂津車庫跡地に2000年（平成12年）11月23日に開設されたショッピングセンターで、中央の円形広場を囲むようにフードコートや店舗が配置され、屋上には36台のゴンドラのある真っ赤な観覧車が設置されている。
観覧車は夜は50以上のパターンでひかるイルミネーションが点灯するようになっている。
1階にはスーパーやファッション店と飲食系のテナントが入り、2階にはファッション・雑貨・情報機器関連のテナントが入るフロアとなり、3階は映画館（シネコン）とゲームセンターに加えて観覧車乗り場があるアミューズメントフロアとなっている。
名称は、公募で集まった9387件の中から選ばれ、北九州の方言（北九州弁）の語尾「ちゃ」に由来している。

## テナント
出店テナント全店の一覧・詳細情報は公式サイト「フロアガイド」を参照。

## 今後の計画
前面道路向かいのバス車庫及び旧朝日新聞西部本社跡の各一部に「第2チャチャタウン」（仮称）の建設を計画していた。北九州市は当地に所縁の松本零士ら数多くの漫画家を輩出していることから、市立の漫画ミュージアムを開設する計画であった。しかし、2008年（平成20年）秋以降の不況によりテナント選定が進んでいないことや、バスセンターの安全性確保策など施設全体の設計も当初予定から遅れていた。
この計画延期に伴って北九州市が漫画ミュージアムの設置場所の再検討を進め、2010年（平成22年）2月15日に漫画ミュージアムを小倉北区浅野の旧ラフォーレ原宿・小倉跡の小倉興産第21号館（現・あるあるCity）を選定した。
また角川シネプレックス→シネプレックスが運営していたシネプレックス小倉は2013年（平成25年）6月1日付の合併によりユナイテッド・シネマ株式会社に移管して以降もシネプレックスのままで営業を続けていたが、2024年（令和6年）3月1日付でローソン・ユナイテッドシネマ株式会社に社名変更されたことにより、2025年（令和7年）7月に『ローソン・ユナイテッドシネマ小倉』へ館名変更。同時にIMAXレーザーを導入した。

## 交通アクセス
- 西鉄バス砂津バス停[広報 5]
- 小倉駅[2]

### 広報など1次資料
1. ↑  『（仮称）北九州市漫画ミュージアムの整備」について』（プレスリリース）北九州市企画文化局文化振興課、2010年2月15日。2024年9月3日閲覧。
2. ↑  アパマンショップホールディングス アパマンショップ 旧ラフォーレ原宿・小倉ビル（小倉興産21号館）への. 「（仮称）北九州市漫画ミュージアム」テナント入居内定のお知らせ
3. ↑  『シネプレックス株式会社との合併に関するお知らせ』（PDF）（プレスリリース）ローソン・ユナイテッドシネマ、2013年4月23日。2025年2月23日閲覧。
4. ↑  『2025年7月、岡崎・小倉「ローソン・ユナイテッドシネマ」への劇場名変更及び“IMAXレーザー”導入決定!』（PDF）（プレスリリース）ローソン・ユナイテッドシネマ、2025年5月16日。2025年5月20日閲覧。
5. ↑  『チャチャタウン小倉 アクセス・駐車場』（プレスリリース）にしてつグループ。